# セピーノ
セピーノ（イタリア語: Sepino）は、イタリア共和国モリーゼ州カンポバッソ県にある、人口約1,900人の基礎自治体（コムーネ）。

## 地理

### 位置・広がり

#### 隣接コムーネ
隣接するコムーネは以下の通り。括弧内のBNはベネヴェント県所属を示す。
- チェルチェマッジョーレ
- チェルチェピッコラ
- グアルディアレージャ
- モルコーネ (BN)
- ピエトラローヤ (BN)
- サン・ジュリアーノ・デル・サンニオ
- サッシノーロ (BN)

## 文化・観光
「イタリアの最も美しい村」クラブ加盟コムーネである。